# 687
687 (DCLXXXVII) fue un año común comenzado en martes del calendario juliano, en vigor en aquella fecha.

## Acontecimientos
- Égica se convierte en rey visigodo.
- Sergio I sucede a Conón como papa.

## Nacimientos
- Yazid II, califa omeya.

## Fallecimientos
- 21 de septiembre: Conón, papa.
- 15 de noviembre: Ervigio, rey visigodo (680 - 687).